# Condé-sur-Suippe
Condé-sur-Suippe is een gemeente in het Franse departement Aisne (regio Hauts-de-France) en telt 260 inwoners (1999). De plaats maakt deel uit van het arrondissement Laon.
De Gallische stam van de Remi had zijn oppidum in Condé-sur-Suippe, maar verhuisde in de loop van de 1e eeuw v.Chr. naar het 20 km zuidelijker gelegen Durocortorum (Reims). De archeologische site van Vieux-Reims heeft een oppervlakte van ongeveer 170 ha en ligt op de grens met de gemeente Variscourt. Het oppidum is een van de grootste bekend in Gallië en werd gebouwd in een dal bij een riviertje. Hier gebeurt al sinds de 19e eeuw archeologisch onderzoek en de site werd beschermd als historisch monument in 1992.

## Geografie
De oppervlakte van Condé-sur-Suippe bedraagt 5,8 km², de bevolkingsdichtheid is 44,8 inwoners per km². De gemeente ligt aan de Aisne, waar de Suippe in deze rivier uitmondt. Het Canal latéral à l'Aisne ligt in de gemeente.
De onderstaande kaart toont de ligging van Condé-sur-Suippe met de belangrijkste infrastructuur en aangrenzende gemeenten.

## Demografie
Onderstaande figuur toont het verloop van het inwonertal (bron: INSEE-tellingen).
Vanwege een beveiligingsprobleem met de MediaWiki Graph-software is het momenteel niet mogelijk deze grafiek weer te geven. Zodra de software is bijgewerkt zal de grafiek vanzelf weer zichtbaar worden.